# Sokar
Sokar ist einer der ältesten Totengötter des alten Ägypten. Zu früheren Zeiten galt er als Fruchtbarkeitsgott, änderte dann aber seine Gestalt im Laufe der Zeit.

## Entwicklung
Die Rolle als Totengott bekam Sokar durch seinen Kultort in der Gegend westlich von Memphis, da man dort schon seit der 1. Dynastie die Toten begrub. Die berühmte Totenstadt Sakkara trägt wahrscheinlich auch seinen Namen.

## Bedeutung
Sokar ist unter anderem auch Erdgott und Patron der Metallarbeiter, was ihn in unmittelbare Nähe des Ptah rückte und dessen Charaktereigenschaften er insbesondere verkörperte. Aus diesem Grund nannten die Ägypter ihn auch Ptah-Sokar, wobei sich die Darstellung des Sokar nicht veränderte. 
Nach wie vor wurde er mit menschlichem Körper und Falkenkopf dargestellt. Sokar wirkte bei der Mundöffnung mit, was auch ein Wesenszug des Schöpfergottes Ptah war. In diesem Zusammenhang entstand bereits in der Thinitenzeit das memphitische Totenfest des Sokar.

## Verschmelzung
Eine weitaus tiefgreifendere Verschmelzung erfolgte zwischen den Totengöttern Osiris und Sokar. Es entstand der Name Ptah-Sokar-Osiris. In der Folgezeit wurde der falkenköpfige Gott teilweise in der Mumiengestalt des  Osiris abgebildet. Da Sokar schon früher als im Sande ruhend zu sehen war, stellte man sich den aufgebahrten Leichnam des Osiris als Sokar vor.